# Verflucht
Verflucht ist ein Horrorfilm von Wes Craven aus dem Jahr 2005, der den Mythos des Werwolfs aufgreift.

## Handlung
Während Ellie und ihr Bruder Jimmy in ihrem Auto auf der Fahrt nach Hause sind, werden sie in einen Unfall verwickelt. Als sie versuchen, der Fahrerin des anderen Wagens zu helfen, taucht ein Werwolf auf, der die Frau in Stücke reißt und auch die Geschwister verletzt.
Einige Zeit nach dem Angriff stellen die Geschwister fest, dass Veränderungen in ihnen vorgehen. Ellies Sinne werden schärfer und Jimmy wacht eines Morgens nackt im Blumenbeet auf. Plötzlich reagiert Ellie empfindlich auf den Geruch von Blut, der sie anzieht und Hunger bei ihr weckt. Der Werwolf, der sie gebissen hat, zieht derweil eine blutige Spur durch die Innenstadt. Die Geschwister erkennen, dass sie sich langsam in Werwölfe verwandeln. Während Ellie die Veränderungen, die in ihr vorgehen, nicht wahrhaben will und verzweifelt dagegen ankämpft, nutzt Jimmy seine neugewonnenen Kräfte, um in der High School seinen Schwarm Brooke zu beeindrucken und seinen Rivalen Bo beim Sportunterricht im Ringkampf zu besiegen. Während der Lektüre einschlägiger Fachliteratur über das Thema erfährt Jimmy, dass sich bei von einem Werwolf gebissenen Menschen fünf Wundmale an der Innenfläche der rechten Hand bilden, in der Anordnung von fünf Eckpunkten eines Pentagramms. Als wirksames Mittel im Kampf gegen Werwölfe dient das Element Silber, das dem Werwolf bei Berührung starke Schmerzen zufügt. Um einen Werwolf jedoch zu töten, muss der Kontrahent der bösartigen Kreatur den Kopf abschlagen, um die Verbindung zwischen Herz und Schädel zu trennen.
Den Geschwistern wird schließlich klar, dass sie ihre fortschreitende Verwandlung aufhalten müssen und es dazu notwendig ist, den Werwolf, der sie angegriffen hat, zu töten.
Bald scheint es, als ob Ellies verhasste Kollegin Joanie dieser Werwolf sei. Im neu eröffneten Nachtclub Tinsel von Ellies Freund Jake kommt es zum Kampf auf Leben und Tod, doch gelingt es den Geschwistern, die verwandelte Joanie mithilfe der hereinstürmenden Polizei zu töten. Aber auch nach Joanies Tod schreitet Ellies und Jimmys Verwandlung voran.
Schließlich finden beide heraus, dass Ellies Freund Jake, der das Geschwisterpaar in der Dunkelheit daheim aufsucht, der Werwolf ist, der seinerzeit Joanie verwandelte und somit auch der Urheber für Ellies und Jimmys Verwandlung ist. Nur kurz bevor sich die Geschwister endgültig in Werwölfe verwandeln, gelingt es ihnen, den undurchsichtigen Jake mit einem aus Silber bestehenden Tortenheber niederzustechen und mit einer Schaufel zu enthaupten, woraufhin der Fluch gebrochen ist. In der Küche geht der am Boden liegende und kopflose Jake in Flammen auf, bis von seinem Körper nur noch ein Haufen schwarzer Asche übrig bleibt.
Der Verwandlung wird Einhalt geboten, und die Geschwister sind in der Lage, normal weiterzuleben. Jimmy schafft es, Brookes Herz zu erobern, und auch mit seinem Rivalen Bo, der fast von der verwandelten Joanie getötet worden wäre, aber im Laufe der Ereignisse seine Homosexualität erkannt hat, verbindet ihn am Ende eine tiefe Freundschaft.

## Trivia
In dem Horrorfilm haben der Schauspieler Scott Baio, bekannt aus der Fernsehserie Happy Days und der sich selbst spielt, der Popsänger Lance Bass von der Boygroup *NSYNC, der zur Eröffnung des Nachtclubs Tinsel über einen roten Teppich schreitet, und der TV-Moderator Craig Kilborn, der sich ebenfalls selbst spielt, jeweils einen Gastauftritt. Wenn der Jugendliche Jimmy, verkörpert von Schauspieler Jesse Eisenberg, in seinem Jugendzimmer das Comic-Heft Wolf Squad liest, sieht man im Hintergrund ein Poster der Punk-Rock-Band The Distillers mit Sängerin und Gitarristin Brody Dalle sowie ein Poster von Nick Cave and the Bad Seeds an der Wand hängen. Außerdem hängt hinter dem heimischen Computerbildschirm von Jimmy an der Wand der Schriftzug der norwegischen Rockband Gluecifer.

## Kritik
„Der Film ist nicht so schlecht, dass du ihn verfluchst, aber du musst lachen, wenn du eigentlich schreien sollst und du rollst mit den Augen, wenn du eigentlich lachen sollst.“

„Die Wiederbelebung des klassischen Horrorstoffs reiht Versatzstücke des Werwolf-Mythos aneinander, bringt aber keinen der angedeuteten Subtexte des Stoffs zur Entfaltung. Konventionelles Genrekino, das sich bestenfalls durch Routine auszeichnet.“